# Momodou Sonko
Momodou Lamin Sonko (Göteborg, 31 januari 2005) is een Zweeds voetballer van Gambiaanse afkomst die bij voorkeur als aanvaller speelt. Hij speelt bij KAA Gent.

## Clubcarrière
Sonko begon zijn opleiding bij Västra Frölunda, niet ver van de Zweedse stad Götenborg. Wanneer hij twaalf jaar is krijgt Sonko de opportuniteit van Liverpool om op proeftraining te komen. Deze onvergetelijke ervaring was de definitieve doorslag voor Sonko om een carrière als profvoetballer na te streven.
In mei 2022 ondertekende Sonko zijn eerste profcontract bij BK Häcken. Op 30 augustus 2022 debuteerde hij in de bekercompetitie tegen Älmhults IF. Op 2 oktober 2022 vierde hij zijn competitiedebuut tegen Varbergs BoIS. Enkele weken later werd BK Häcken Zweeds landskampioen. Het volgende competitiejaar bevestigt Sonko me 7 goals en 4 goals in 23 matchen. Hij wordt verkozen tot "Jonge Speler van het Jaar" in Zweden.
In januari 2024 tekende Sonko een contract voor 3,5 seizoenen bij KAA Gent.

## Nationale ploeg
Als groot talent doorloopt hij de Zweedse nationale jeugdploegen en in januari 2024 wordt hij uitgenodigd voor een oefenduel van de Zweedse hoofdmacht tegen Estland. Sonko moet echter door een lichte blessure afzeggen.

## Privéleven
In 2019 verloor hij zijn broer bij een schietpartij op het Zweedse eiland Hisingen. Als eerbetoon richt Sonko bij elk doelpunt dat hij scoort met zijn vinger naar de hemel. Na een hattrick in oktober 2023 droeg hij zijn goals expliciet op aan zijn broer. “Het laatste wat hij tegen me zei was dat ik nooit moest stoppen met voetballen”, zei Sonko tegen Sportbladet.